# Angela Glajcar

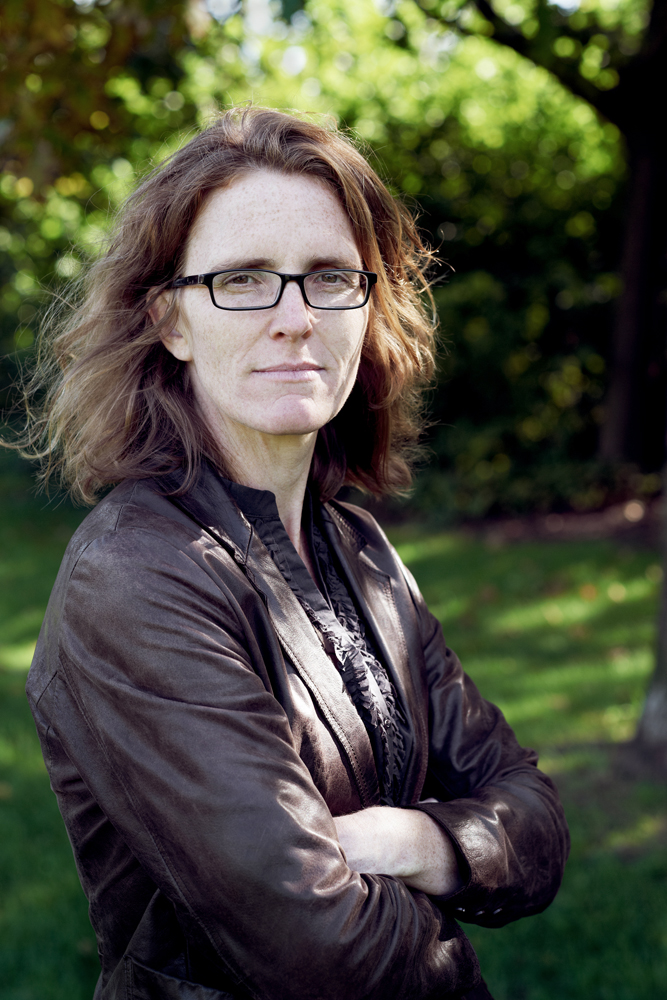
Angela Glajcar

Angela Glajcar (* 1970 in Mainz) ist eine deutsche Bildhauerin. Bekannt ist sie für ihre teilweise monumentalen Papierstaffelungen („Terforationen“), in die ein Raum eingerissen ist.

## Leben
Angela Glajcar studierte von 1991 bis 1998 Bildhauerei an der Akademie der Bildenden Künste Nürnberg bei Tim Scott, seit 1996 als Meisterschülerin. Von 1998 bis 2004 hatte sie Lehraufträge an der Akademie der Bildenden Künste Nürnberg, an der Fachhochschule Mainz und den Universitäten Gießen und Dortmund, 2007 und 2008 eine Gastprofessur an der Universität Gießen.

## Werkverzeichnis
Sasa Hanten-Schmidt veröffentlichte 2013 die erste Auflage des Werkverzeichnisses von Angela Glajcar, das alle Werke bis Anfang 2013 umfasst. Fachlich begleitet wurde das Werkverzeichnis von Renate Petzinger. Es gibt in der Printversion auch Beiträge von Andreas Beitin und Sasa Hanten-Schmidt. Die zweite, überarbeitete Auflage  erschien im Oktober 2024 im Verlag Spector Book und umfasst alle Werke von 1997 bis 2024. Außerdem enthält das Werkverzeichnis Beiträge von Elisabeth von Samsonow und Margareta Sandhofer.

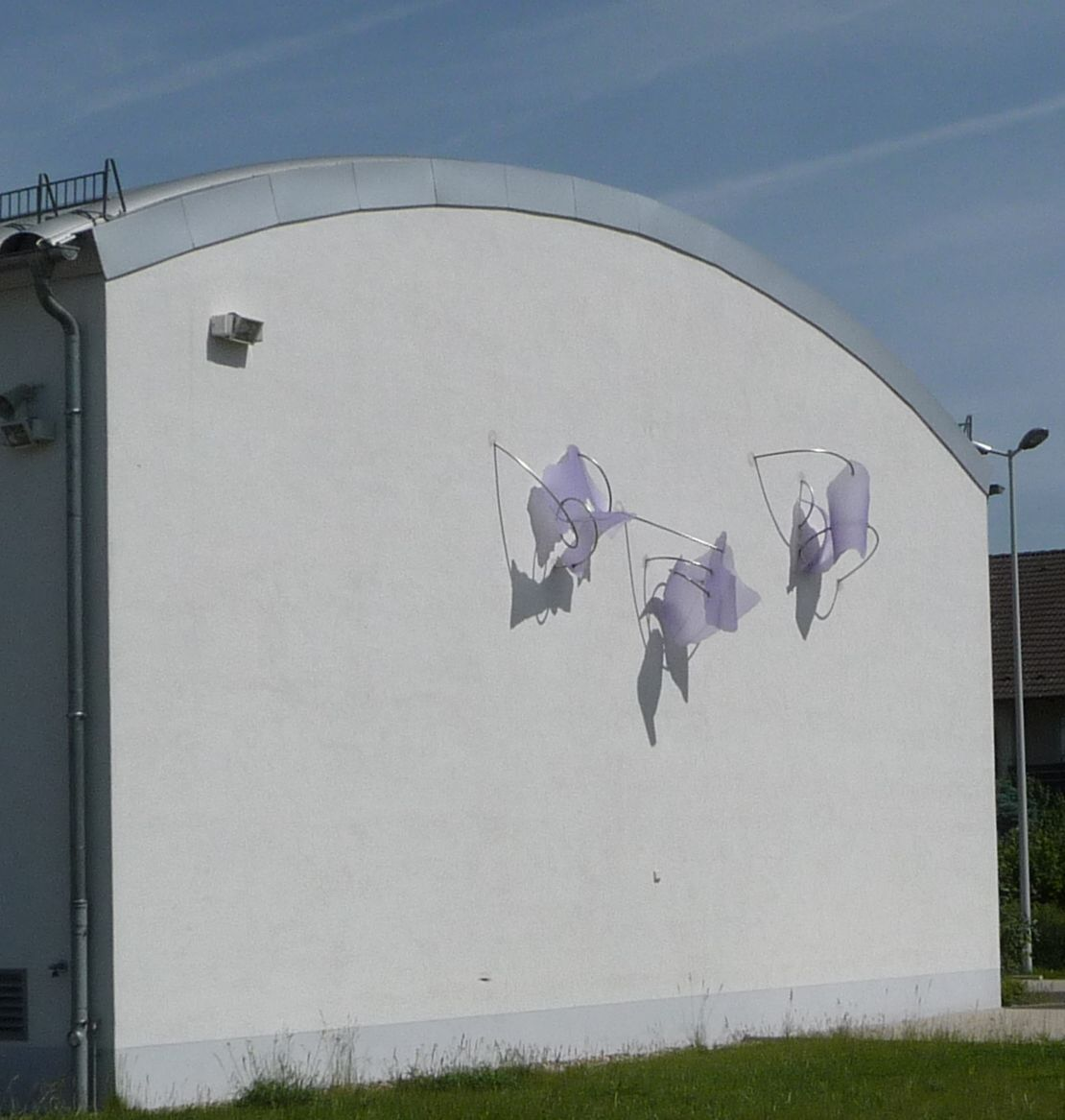
Installation Feuer – Wasser – Luft am Feuerwehrhaus in Mutterstadt 2019. Foto von Immanuel Giel

## Werkentwicklung
Während des Studiums arbeitete Angela Glajcar mit den schweren Werkstoffen Holz und Metall. Die Skulpturen aus dieser Zeit weisen Bezüge zu archaischen Ausdrucksformen anderer Kulturkreise auf, die sich auch auf die kindliche Prägung durch Besuche im Museum zurückführen lassen. Ende der 1990er Jahre entstehen aus Papierentwürfen für schwere Skulpturen erste eigenständige Arbeiten aus Papier (Werkgruppe Contrarius). 2005 gewinnt Glajcar mit einer Arbeit aus dieser Serie den Emy-Roeder-Preis des Kunstvereins Ludwigshafen und archiviert die ausgestellte Installation zerschnitten in Buchform. Dabei erkennt sie die räumliche Wirkung, die von der Schichtung der einzelnen Blätter ausgeht und beginnt diese nach einer Phase des Experimentierens im Atelier wieder aufzufächern. Daraus entsteht die Idee für die Terforationen.
Der Begriff Terforation ist eine Neuschöpfung der Künstlerin und setzt sich aus den Wörtern „Perforation“, das sich vom lateinischen „foramen“ (= Öffnung, Loch) herleiten lässt, und „terra“ (lat. für Erde) zusammen. Dabei handelt es sich um In-situ Installationen, die monumentale Ausmaße annehmen können. Sie treten in den Dialog mit Ausstellungsort und Betrachtenden, verändern ihre Erscheinung abhängig von Licht und Betrachtungswinkel und bieten Raum für vielfältige Interpretationen. Einzelne Merkmale wie das additive Verfahren, die Reihung von Teilelementen, die Verwendung von industriell hergestelltem Werkstoff oder die Einbeziehung des Raums in die Arbeit lassen sich auch im Werk von Künstlern wie Donald Judd, Eva Hesse oder Fred Sandback wiederfinden, sind bei diesen aber anders intendiert. Daher lassen sich die Terforationen keiner eindeutigen kunsthistorischen Kategorie oder Tradition zuordnen und bilden eine eigenständige Position innerhalb der raumbezogenen Installationen.

## Ausstellungen
Angela Glajcar wird weltweit von Galerien vertreten. Ihre Arbeiten werden in zahlreichen Museen präsentiert. 2020 war sie Teil der Ausstellung „Paper Routes“ im National Museum of Women in the Arts in Washington, 2019 stellte sie im Powerlong Museum in Shanghai aus. Das Museum Wiesbaden hat seit 2017 eine begehbare Terforation in der permanenten Ausstellung. Andere Ausstellungsorte sind Südkorea, Vereinigten Arabischen Emirate, Spanien und Italien.

## Sammlungen
Die Werke von Angela Glajcar sind in zahlreichen Sammlungen vertreten: Landessammlung Rheinland-Pfalz Mainz, Museum Wiesbaden, Kunstmuseum Bochum, MOCA Jacksonville, National Museum of Women in the Arts Washington und zahlreiche Privatsammlungen weltweit.

## Preise und Stipendien
- 1998: Werkstattpreis der Kunststiftung Erich Hauser
- 1999–2000: „Astersteinstipendium“ des Kultusministeriums Rheinland-Pfalz
- 2001: Arbeitsstipendium für die „9. Bildhauerinnen-Werkstatt Prösitz“
- 2001–2002: Projektstipendium „Korrespondenz im Raum“, Bayerisches Kultusministerium
- 2002: Zonta-Kunstpreis, Mainz
- 2004: Vordemberge-Gildewart Stipendium
- 2005: Emy-Roeder-Preis
- 2006: ZVAB-Phönix-Kunstpreis
- 2010: Publikumspreis, Regionale, Ludwigshafen
- 2014: Mainzer Stadtdruckerin
- 2021: PaperArtAward, Haus des Papiers, Berlin

## Ausstellungen (Auswahl)
Einzelausstellungen
- 2010: Carta Spaziale, Grossetti Arte Contemporanea, Mailand (IT)
- 2011: the light within, KunstKulturKirche Allerheiligen, Frankfurt am Main (DE)
- 2011: Curalium, Holy Cross Collage, Worcester (Massachusetts) (USA)
- 2012: pure paper, Kunstverein Münsterland (DE)
- 2012: light and paper, Diana Lowenstein Gallery, Miami (USA)
- 2013: Angela Glajcar, Galerie Löhrl, Mönchengladbach (DE)
- 2013: Angela Glajcar, Andipa Gallery, London (GB)
- 2013: Angela Glajcar, Antonella Cattani Gallery, Bozen (IT)
- 2014: Escultura, Espacio Micus Arte Contemporáneo, Ibiza (ES)
- 2014: weiss, Kunsthalle zu Kiel (DE)
- 2015: white, Andipa Gallery, London (GB)
- 2015: Terforation, Museum of Contemporary Art (MOCA), Jacksonville (USA)
- 2015: Papier ist für die Ewigkeit, Gutenberg-Museum, Mainz (DE)
- 2015: white glass, Diana Lowenstein Gallery, Miami (USA)
- 2016: Terra Incognita, Kunstverein Coburg (DE)
- 2017: Terforation 2.0, Museum Wiesbaden (DE)
- 2018: Carte Blanche, Château Châteaugiron (FR)
- 2019: Torn Spaces, Galerie Utermann, Dortmund (DE)
- 2019: Snowblind, Galerie Nanna Preußners, Hamburg (DE)
- 2020: Terforation, Bluerider Art Gallery, Taipeh (TWN)
- 2023: Traumfänger, Landesgalerie Niederösterreich, Krems (AT)[7]

Gruppenausstellungen
- 2010: Regionale, Wilhelm-Hack-Museum Ludwigshafen (DE)
- 2011: Terra Incognita, Altana Galerie, Dresden (DE)
- 2013: in between, Museum Kasteel van Gaasbeek (BE)
- 2014/15: Abstrakte Impressionen, Museion Bozen (IT)[8]
- 2015: Konkret mehr Raum!, Kunsthalle Osnabrück (DE)
- 2016: shifting surfaces, Karin Weber Gallery, Hong Kong (CHN)
- 2017: in the absence of color, Hollis Taggart Galleries, New York (USA)
- 2017: Coda paper art, Coda Museum, Apeldoorn (NL)
- 2019: One if by land, Powerlong Museum, Shanghai (CHN)
- 2019: Cheongju Craft Biennale, Cheongju (KOR)
- 2019: Prospect, Sharjah Art Museum (VAE)
- 2020: Paper Routes, National Museum of Women in the Arts, Washington (USA)
- 2020: Künstlerinnen in der Bochumer Kunstsammlung, Kunstmuseum Bochum (DE)
- 2021: Lunar Sonata, Jeonbuk Art Museum (KOR)